# Teatro de Oriente Medio en la Segunda Guerra Mundial
El teatro de operaciones del Oriente Medio y África Oriental fue abierto por el Reino de Italia y su gobierno fascista de Benito Mussolini durante la Segunda Guerra Mundial, en un intento fallido de apoderarse de las colonias británicas en la región. Aunque Italia no penetró en Medio Oriente por tierra, si lo hizo por aire llevando a cabo bombardeos estratégicos contra refinerías, oleoductos y pozos petrolíferos principalmente en Palestina y en Baréin una sola vez. Luego Aden por su puerto e instalaciones estratégicamente ubicados a orillas del mar rojo, Yemen de manera aislada (islas y área continental más al sudoeste)  y por último, por error en, Arabia Saudita solo una vez y sin causar mucho daño. Completamente derrotada, Alemania envió soporte aéreo, que no evitó la derrota del Eje.
Los países que enviaron cantidades importantes de sus ejércitos a este frente fueron: Alemania, Estados Unidos, Francia de Vichy, Francia libre, Reino Unido, India británica, Australia, Nueva Zelanda, Canadá, Reino de Italia y Unión Sudafricana. Tropas de Etiopía, Reino de Irak, del Emirato de Transjordania, del Mandato Francés del Líbano, del Mandato Francés de Siria, del  Sudán Anglo-Egipcio, del Mandato Británico de Palestina, Persia (actual Irán), la Unión Soviética y otros países de la Mancomunidad de Naciones también participaron, si bien sus contribuciones no fueron determinantes.

## Orígenes
Durante la Primera Guerra Mundial, el Reino de Italia se unió a la Entente Cordiale contra el Imperio alemán, con la promesa del Reino Unido de Gran Bretaña e Irlanda de entregarle las costas occidentales de los Balcanes. Al concluir la guerra, el Reino de Italia reclamó su deuda, pero solo recibió un minúsculo territorio alrededor de la ciudad de Trieste. El Reino de Italia había perdido casi medio millón de hombres en la guerra y no había obtenido ningún beneficio por eso; un débil gobierno italiano, que no pudo enfrentar a los veteranos de guerra que protestaban todos los días en las calles, y la crisis económica convirtieron al Reino de Italia en uno de los países más atrasados de Europa, incluyendo a su ejército, factor que le traería problemas en la Segunda Guerra Mundial.
En octubre de 1922, Benito Mussolini marchó junto con aproximadamente 10 mil camisas negras hacía Roma, intimidando al rey Víctor Manuel III, que lo nombró primer ministro.
Inmediatamente, Mussolini empezó a buscar colonias en el Norte de África y los Balcanes; sin embargo, dándose cuenta de su propia debilidad económica y militar, decidió empezar un período de rearme e industrialización que debería concluir por 1945.
La llegada de Hitler al poder en Alemania, forzó la marcha del Reino de Italia, que se apresuró a ocupar Etiopía en 1936 y Albania en 1939. Mussolini consciente de que no iba a poder competir en una futura guerra, le avisó a Hitler de sus deseos de mantener la neutralidad del Reino de Italia.
La Invasión de Polonia y la batalla de Francia, ganadas por Alemania, cambiaron la opinión de Mussolini, que decidió declarar la guerra a los aliados el 20 de junio de 1940, lanzando una invasión al sur de Francia que fracasó. Este revés, no perturbó al líder italiano, ya que consideró que era cuestión de semanas para que el Reino Unido cayera también y entonces todas sus posesiones coloniales serían presa fácil.
Si bien el Reino Unido no fue tomado, el teatro europeo se estabilizó y Mussolini desvió su atención hacia el Cuerno de África.

## Campaña en el Oriente Medio

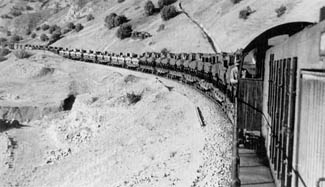
Un tren transporta suministros a la Unión Soviética por Persia, luego de que este país fuera ocupado.

A pesar de que el Reino de Irak se había independizado del Reino Unido en 1937, este país aún tenía bases militares en la región, lo que generó un sentimiento antibritánico en la región. Entonces, cuando el ex primer ministro iraquí Rashid Ali tomó el control del país mediante un golpe de Estado, ordenó la salida inmediata de los efectivos militares británicos en Irak. El Reino Unido respondió enviando la 10.ª División de Infantería India y a la Legión Árabe, que se conocieron como la Fuerza Iraquí. Estas fuerzas arribaron al país el 18 de abril de 1941, y liberaron a todas las tropas británicas asediadas (véase Guerra anglo-iraquí). A pesar de recibir apoyo de la Luftwaffe y de ser numéricamente superior, el ejército iraquí fue completamente derrotado debido a que estaba mal equipado, y Rashid Alí y sus seguidores partieron al exilio en Persia y luego Alemania el 1 de junio.
Durante la campaña en Irak, los aliados descubrieron que los aviones alemanes estaban llenando combustible en el Mandato Francés de Siria y el Mandato Francés del Líbano, colonias francesas leales a la Francia de Vichy. Inmediatamente tropas australianas, indias y francesas de la Francia Libre atacaron al Líbano. La Fuerza Iraquí hizo lo mismo en Siria. Después de encarnizados combates, tanto los franceses de Damasco como de Beirut se rindieron.
Cuando la Unión Soviética entró en la guerra, pidió a Persia, actual Irán, que le permitiera el paso de suministros por el ferrocarril Trans-Iraní y expulsara a todos los alemanes de su país. El Sah Reza Pahlavi se negó, alegando ser neutral, por lo que Gran Bretaña y la Unión Soviética invadieron el país el 25 de agosto de 1941 e instalaron a Mohammad Reza Pahlevi, el hijo del antiguo Shah, en su lugar.
Por otro lado, en el Mandato Británico de Palestina, al observar las iniciales derrotas británicas, Amin al-Husayni organizó una pequeña yihad que fue rápidamente desmantelada por las fuerzas coloniales. Además, la negativa británica de permitir la entrada de judíos europeos a Palestina, fue uno de los motivos para que Abraham Stern creara el movimiento armado sionista llamado Lehi, que contradictoriamente, intentó formar una alianza con la Alemania Nazi para expulsar a los británicos de Palestina. Sin embargo, no existen registros de que los alemanes alguna vez le respondieran.

## Consecuencias
Las derrotas del Eje en las campañas en África y el Oriente Medio evitaron que los convoyes que cruzaban el canal de Suez y las reservas petrolíferas del golfo Pérsico cayeran en manos de los alemanes y los italianos. Si bien estos fueron teatros de operaciones secundarios, sirvieron para desviar recursos del sangriento Frente Oriental, aliviando un poco la carga que llevaban los soviéticos. Además, la captura del norte de África ofreció a los aliados la posibilidad de abrir un frente en el sur de Europa. En efecto el 10 de julio de 1943, los aliados invadieron Sicilia y se abrió el frente de Italia.
La ocupación británica de Irak concluyó en 1947 y la monarquía Hachemí recuperó el poder hasta que un golpe de Estado militar proclamó la república en 1958.
Las tropas británicas se retiraron de Persia (Irán) al finalizar la guerra, pero la Unión Soviética no sólo continuó ocupando el país, sino que intentó convertir a la Provincia de Kurdistán y a las provincias de Azerbaiyán Occidental y Azerbaiyán Oriental en dos repúblicas socialistas. Al retirarse las fuerzas soviéticas de Persia en mayo de 1946, las dos jóvenes repúblicas fueron anexadas de vuelta a Persia.
El Emperador Haile Selassie de Etiopía tomó el poder nuevamente en enero de 1942, Gran Bretaña ya estaba pensando en convertir a Etiopía en otra colonia, pero abandonó sus planes debido a la presión de Estados Unidos.
Eritrea fue anexada oficialmente por Etiopía en 1961, pero de inmediato se formó un movimiento independentista llamado Frente de Liberación de Eritrea, que lograría expulsar a las fuerzas de Etiopía en 1991, y finalmente Eritrea alcanzaría su independencia.
La Somalia Francesa no logró su independencia hasta 1977, cuando pasó a llamarse Yibuti.
La Somalia Italiana permaneció ocupada hasta noviembre de 1949, cuando esta pasó a ser un territorio del Consejo de Administración Fiduciaria de las Naciones Unidas bajo administración de Italia. El 26 de junio de 1960, se otorgó la independencia a la Somalilandia Británica, que se integró con la Somalia Italiana (independiente desde el 1 de julio) mediante un referendo. La nueva nación fue llamada la República de Somalia.
La independencia del Líbano fue reconocida por Francia en 1943 y la de Siria en 1946.
Entre la noche del 13 y del 14 de mayo de 1948, el Mandato Británico de Palestina expiró, e inmediatamente se proclamó el Estado de Israel, once minutos después, los Estados Unidos reconocieron el nuevo estado, seguidos por varias naciones de Latinoamérica. Inmediatamente los ejércitos de Egipto, Irak, Líbano, Siria y Transjordania intentaron sin éxito acabar con Israel en la guerra árabe-israelí.